# André Sas Orchassal
André Sas Orchassal   (París, 6 d'abril de 1900 - Lima, 25 de juliol de 1967) fou un compositor de música nascut a França i mort al Perú. Naturalitzat peruà, es coneix amb els noms dAndrés Orchassal Sas o Andrés Sas.
Va néixer a l'hospital Cochin, fill natural de Catherine Clémence Orchassal, costurera de 29 anys i pare sense nom. Declarat tres dies després del seu naixement, serà reconegut per Henri Sas, litògraf d'origen belga de 22 anys, el 24 d'abril al costat de l'ajuntament del cinquè districte. Els seus dos pares viuen junts, i es casaran l'any següent, el 23 de maig de 1901 a París. La família Sas és de Cureghem, on el pare d'Henri és ebenista.
La família Orchassal té els seus orígens a les fronteres de Lot i Corrèze, particularment a les comunes de Gignac, Cressensac i Nespouls.
André Henri Sas Orchassal es va casar per primera vegada a Ixelles (Bèlgica) el 13 de setembre de 1924, amb Yvonne Andréa Clavrail de Moerloose; després en segon matrimoni, l'11 de febrer de 1937 a París, amb Margarita Maria Lucila Rosay, pianista peruana coneguda amb el nom de Lily Rosay.
André Sas Orchassal estudia música simultàniament amb Fernand Bauvias a l'Acadèmia Anderlecht-Brussel·les (primer premi en teoria de la música el 1915) i química. Als 19 anys es va implicar plenament en la carrera artística estudiant violí amb Alfred Marchot, la història de la música amb Ernest Closson i la música de cambra amb Paul Miry al Conservatori de Brussel·les (1920-1923). Va continuar els seus estudis de violí amb Johan Schmitt i després va estudiar a París l'harmonia, el contrapunt i la fuga amb Maurice-François Imbert.
Primer violí de l'orquestra de la Societat Nacional de compositors belgues, es va convertir en professor de violí a l'escola de música La Forêt de Brussel·les.
El 1924, quan Andre Sas Orchassal només tenia 24 anys, el govern peruà el va contractar per ensenyar violí i dirigir l'orquestra de l'Acadèmia Nacional de Música de Lima. Tornarà només a Europa, sobretot a Brussel·les el 1928 i a París el 1937, abans d'acabar la seva vida al Perú.
La carrera d'André Sas Orchassal es dedica tant a la composició com a l'estudi de la música peruana. Les seves obres originals es basen en les harmonies peruanes i els seus arranjaments recorden el geni de Claude Debussy.
Els seus estudis sobre musicologia, publicats en forma d'articles i llibres, l'han imposat com a historiador principal de la música peruana a Lima. És autor d'un curs de gramàtica musical (1935) i de molts assajos sobre la música inca en la seva relació amb la música colonial del Perú.
Als anys trenta, amb la seva segona esposa, va fundar el Sas-Rosay Académie, que va acollir més de 1.000 estudiants fins al 1965.

## Obres orquestrals
- Himno al sol
- Himno y danza
- Poema Indio
- Rapsodia peruana (violí i orquestra)

## Música de cambra
- Quenas (flauta i arpa)
- Sonatina india (flauta i piano)

## Obres per a piano
- Aires y Danzas del Perú (1934)
- Suite Peruana (1935)
- Álbum de Geografía (1937)
- Himno y Danza (1942)
- Arrullo y Tondero (1948)
- Recuerdos (1931)
- Cantos del Perú (1935)